# فطريات متخفية
فطريات متخفية (الاسم العلمي: Cryptomycetaceae)، فصيلة فطريات مجهرية من رتبة الرثميات.